# Великая Болгария
Вели́кая Болга́рия (Булга́рия) (др.-греч. Παλαιά Μεγάλη Βουλγαρία), Patria Onoguria («земля Оногур») — объединение булгарских племён (632 — ок. 671), возникшее в степях Восточной Европы. Основная территория располагалась в причерноморских и азовских степях. Территория Болгарского союза не имела чётких границ и простиралась от Нижнего Дона до предгорий Кубани и от Тамани до междуречья Кумы и Восточного Маныча. Основу объединения составило булгарское племя кутригуры, которому удалось освободиться от власти аваров, чьё могущество было подорвано неудачной попыткой захвата Константинополя (626).
Термин «Древняя Великая Болгария» взят из византийских источников, где им обозначается область проживания основных группировок булгар до их расселения во 2-й половине VII века.

## История

### Создание государства
Хану Кубрату (Курбату) (632—665) удалось объединить своё племя с другими булгарскими племенами кутригуров, утигуров, оногуров и других племён (находившихся ранее в зависимости от аваров и Тюркского каганата).
Возможно, объединение булгарских племён начал хан Органа, дядя Кубрата. Никифор (IX в.), описывая события под 635 год, отмечал: «В те же самые времена восстал вновь Куврат, родственник Органы, государь гунно-гундуров, против аварского кагана и весь народ, который находился вокруг него, подвергая оскорблениям, прогнал из родной земли. (Куврат) прислал послов к Ираклию и заключил с ним мир, который они сохраняли до конца своей жизни. И Ираклий послал ему подарки и удостоил сана патрикия». Освободившись из под власти Западно-Тюркского каганата, Кубрат расширил и укрепил свою державу, которую греки называли Великой Булгарией.

«В VII в. в поле зрения истории появляется племя гуннугундур, которое Никифор, Феофан, а за ним и Константин Багрянородный называют так же болгарами. По всей вероятности это то же самое племя, которое раньше было известно под именем оногур и находилось к востоку от Азовского моря, между Доном и Кубанью, там, где по данным „Космографии“ равеннского анонима пометалась страна Оногория и где в дальнейшем были известны временно заслонившие его утигуры.
О Древней или Великой Болгарии Кубрата имеются сведения в сочинениях Феофана и Никифора, без сомнения заимствовавших их из одного и того же более раннего источника. В Хронике Феофана эти сведения отличаются большей полнотой и начинаются с географического описания, в котором царит совершенно невероятная путаница. Здесь говорится: „По ту сторону, на северных берегах Евксинского Понта, за озером, называемым Меотийским, со стороны океана через землю Сарматскую течет величайшая река Атель (Волга); к сей реке приближается река Танаис (Дон), идущая от ворот Иверийских в Кавказских горах (Дарьял); от сближения Танаиса и Ателя, которые выше Меотий-ского озера расходятся в разные стороны, выходит река Куфис (Кубань), и впадает в Понтийское море близ Мертвых врат, против мыса Бараньего лба. Из означенного озера море, подобно реке, соединяется с Евксинским Понтом при Боспоре Киммерийском, где ловят мурзулию и другую рыбу. На восточных берегах Меотийского озера за Фанагорией, кроме евреев, живут многие народы. За тем озером, выше Ку-фиса, в котором ловят болгарскую рыбу коист, находится древняя Великая Болгария и живут соплеменные болгарам котраги“.

Несмотря на путаницу, это описание позволяет составить определенное представление о Великой Болгарии и её местоположении. Нетрудно понять, что она находилась на восточной стороне Азовского моря, выше Куфиса-Кубани. Правда, Кубань здесь спутана с Доном, который, согласно Феофану, берет своё начало на Кавказе, тогда как в действительности на Кавказе находятся истоки Кубани. Путаница с Кубанью этим не ограничивается. По словам Феофана, Куфис впадает в Черное море близ Мертвых врат. Это известные Некропилы, нынешний Каркинитский залив, омывающий Крымский полуостров с северо-западной стороны. Значит Куфис Феофана следует отождествлять не с Кубанью, а с рекой, впадающей в Черное море западнее Крыма, то есть с Днепром или, что вероятнее, с Бугом, который в древности так же, как и Кубань, назывался Гипанис и поэтому иногда смешивался с Кубанью. Если Куфис Феофана не Кубань, а Буг, то Великую Болгарию следует помещать не к востоку от Азовского моря, близ Кубани, а к западу от него. „Под Великой Болгарией, — заключает Ф. Вестберг, — следует разуметь земли от Азовского моря до Днепра приблизительно“, а равным образом, добавим, от Дона до Кубани. Она охватывала не только приазовских болгар, но и северочерноморских кутригур»— Артамонов М. И. История хазар. Л., 1962. — С.164—165.
.

### Правление Кубрата

Великая Болгария

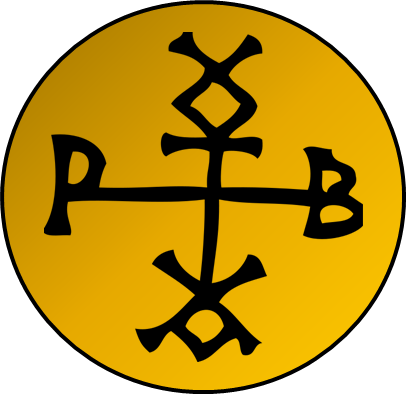
Монограмма из Перещепинского клада

Кубрат (Курт или Хуврат) родился ок. 605 года. В 632 году он взошёл на престол. От императора Византии Ираклия Кубрат получил сан патрикия.
Великая Болгария при хане Кубрате была независима как от авар, так и от хазар. Но если с запада опасность миновала полностью в виду ослабления Аварского каганата, то с востока постоянно нависала угроза. Пока Кубрат был жив, он имел достаточно сил, чтобы держать в единстве булгарские племена и противостоять опасности.
Примерно в 665 году Кубрат умер. Его могила находится около села Малая Перещепина Новосанжарского района в Полтавской области Украины, где было найдено богатое захоронение кочевого вождя, содержащее большое количество золотых и серебряных предметов, в том числе печать с монограммой на греческом языке «Кубрат патрикий». Захоронение было обнаружено в 1912 году, находки переданы в Эрмитаж (Санкт-Петербург), однако в силу разных причин долгое время не изучалось. Только в 1980-е годы им заинтересовался немецкий историк, профессор Иоахим Вернер, к которому присоединились историки и археологи из Германии и Болгарии. На основе результатов исследования Вернер издал монографию, в которой сделал научно обоснованный вывод о том, что Перещепинский клад представляет собой комплекс похоронных предметов, связанных с захоронением хана Кубрата. Ассоциация болгар Украины в 2001 году установила на этом месте памятный знак.

## Распад государства
По преданию, после смерти Кубрата территорию Великой Болгарии поделили пятеро его сыновей: Батбаян, Котраг, Аспарух, Кубер, Альцек. Каждый из сыновей Кубрата возглавил свою собственную орду, и ни у кого из них в отдельности не достало сил, чтобы соперничать с хазарами. В ходе столкновения с хазарами, последовавшего в 660-е годы, Великая Болгария прекратила своё существование. Когда Великая Болгарская империя при хане Батбаджане должна была подчиниться хазарам около 640 года, часть болгар мигрировала на север под Котрагом и впоследствии основала Империю белых болгар (Ах Булхар / Ак Болкар) в месте слияния рек Волги и Камы. Город Болгар был основан как столица. Империя, как и родственные им черные болгары (Хара Булхар / Кара Болкар) в южнорусских степях, находилась в зависимости от хазар.

### Чёрные булгары

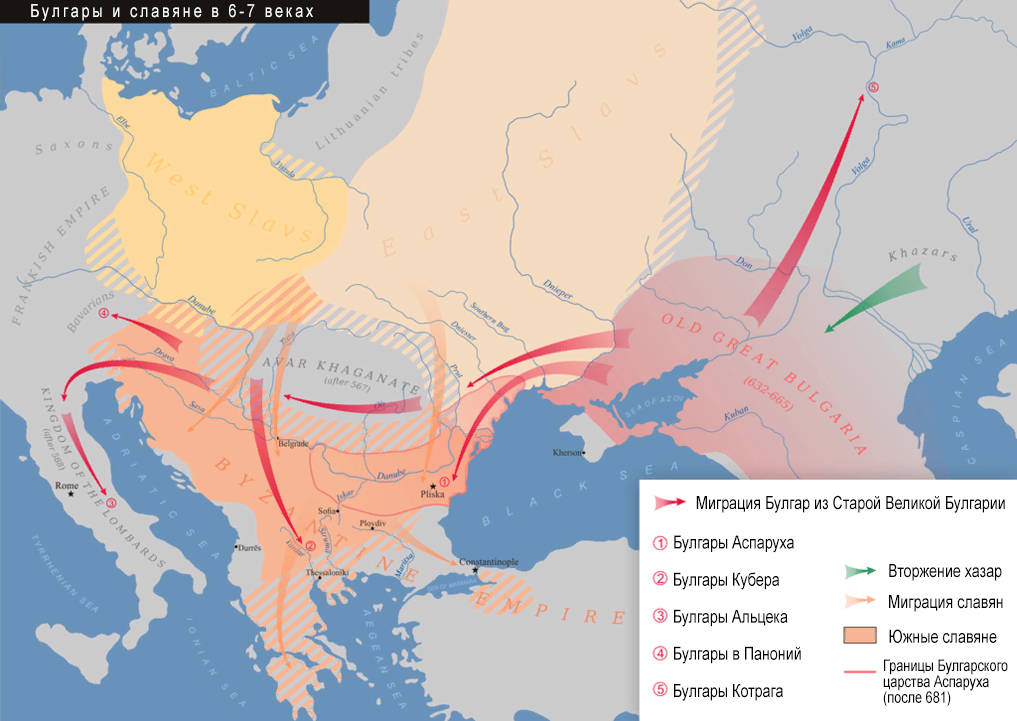
Карта миграции булгар

Старший сын Батбаян (Безмер) со своей ордой остался на месте. Эти группы стали хазарскими данниками и впоследствии были известны под именем «чёрных булгар». Они упоминаются в договоре князя Игоря с Византией. Игорь обязуется защищать византийские владения в Крыму от нападений чёрных болгар.

### Волжская Булгария
Второй сын Кубрата — Котраг перешёл Дон и поселился напротив Батбаяна (Безмера). Возможно, именно эта группа булгарских племён двинулась на север и обосновалась впоследствии на средней Волге и Каме, где возникла Волжская Булгария. Волжские булгары являются предками населения Среднего Поволжья: башкир, татар и чувашей.

### Дунайская Болгария
Третий сын Кубрата — Аспарух со своей ордой ушёл на Дунай и ок. 680, остановившись в районе нижнего Дуная, создал Болгарское царство. Местные славянские племена попали под владычество булгар. С течением времени булгары слились со славянами, и из смешения Аспаруховых булгар и вошедших в его состав различных славянских и остатков фракийских племен сложилась болгарская нация.

### Булгары в Воеводине и Македонии
Четвёртый сын Кубрата — Кубер (Кувер), со своей ордой Кубер двинулся в Паннонию и примкнул к аварам. В городе Сирмий он сделал попытку стать аварским каганом. После неудачного восстания он привел свой народ в Македонию. Там он осел в районе Керемисия и предпринял неудачную попытку захвата города Салоники. После этого он исчезает со страниц истории, и его люди объединились со славянскими племенами Македонии.

### Булгары в Южной Италии
Пятый сын Кубрата — Альцек ушёл со своей ордой в Италию. Около 662 года он устроился во владениях лангобардов и попросил землю у короля Гримоальда I Беневентского в Беневенто в обмен на военную службу. Король Гримуальд отправил булгар к своему сыну Ромуальду в Беневенто, где они и осели в Сепини, Бовиане и Инзернии. Ромуальд принял булгар хорошо и дал им земли. Он также распорядился, чтобы титул Альцека был изменен с герцога, как называет его историк Павел Диакон, на гастальдия (имеется ввиду, возможно, титул князя), в соответствии с латинским названием.
Павел Диакон завершает рассказ о булгарах Альцека так:
И они живут в этих местах, про которые мы говорили, до теперешнего времени, и хотя они говорят и на латинском языке тоже, но все-таки ещё до конца не отказались от использования своего языка.
Раскопки в некрополе Виценне-Кампокьяро около Боино, которые датируются VII веком, обнаружили среди 130 захоронений 13 лиц, похороненных вместе с конями (их частями).

## Исторические кинофильмы
- «Хан Аспарух» — кинофильм режиссёра Людмила Стайкова по роману Веры Mутафчиевой «Предсказаное Паганэ», студия «Бояна», София, Болгария, 1981 год.